# Pere Claver Sebastià
Pere Claver Sebastià (Santa Coloma de Queralt, 23 de maig de 1924) és un escultor, restaurador i professor d’art català.
Clavé aprèn a tractar la fusta en el taller del seu pare, carreter de professió, que durant la guerra civil té un paper fonamental en la salvaguarda del retaule de Sant Llorenç de Santa Coloma de Queralt.
A vint anys, fa els primers passos en el món artístic de manera autodidàctica. A instàncies del colomí Romà Ramon Seuma, executa una reproducció del fris de Santa Maria de Bell-lloc (1945-47). Claver decideix utilitzar fusta de faig del xassís d’un camió que s’havia accidentat a Santa Coloma.
Mentre treballa en aquesta reproducció, executa dues altres obres: una Mare de Déu del Carme, encomanada probablement per l'església homònima de Barcelona, i un Crist d’inspiració romànica pel monestir de Poblet, que es troba a la capella de Sant Esteve del convent cistercenc.
Aquest treball desperta l’atenció de Frederic Marès, que empeny Claver a iniciar els estudis a l’Escola d’Arts Aplicades i Oficis Artístic (1948), on més endavant impartirà classes. Marès converteix Claver en un dels seus col·laboradors en algunes de les seves obres més històriques, com ara la restauració del panteó reial de Poblet i l'escultura del Timbaler del Bruc, inaugurada el 1952 en guix, i posteriorment (1956) en pedra.
Durant els anys de postguerra, Claver també va dedicar-se a arreglar desenes d’escultures religioses. Un d’aquests casos s’esdevé al seu poble nadiu, quan l’Associació Arqueològica de la Vila li demana que faci una reproducció de la imatge de santa Coloma que presidia la Font dels Comtes fins a l'esclat de la guerra civil espanyola. La nova imatge és inaugurada el 1956.
També per Santa Coloma, Claver obra un Crist de setanta centímetres amb fusta de bleda, actualment a l'església parroquial. Com el Crist de Poblet, també té reminiscències barroques.